# 大阪府立中央図書館
大阪府立中央図書館（おおさかふりつちゅうおうとしょかん）は、大阪府東大阪市荒本北1丁目2-1にある公立の図書館である。2館ある大阪府立図書館のうちの1館である。
開館は1996年（平成8年）5月10日（これに先立ち大阪府立夕陽丘図書館を同年3月31日に閉館）。建物は第17回大阪まちなみ賞（1997年度）奨励賞を受賞し、日本図書館協会建築賞も受賞している。
大阪府福祉のまちづくり条例が最初に適用された建物で、設計にあたり段差を作らないなどバリアフリーが考慮された。
2022年3月31日現在で約208万1,580冊（開架45万冊、閉架約163万冊）の蔵書がある。
地下書庫は広大であるため、出納などのために職員が移動する際には自転車が用いられている。

## 建物概要

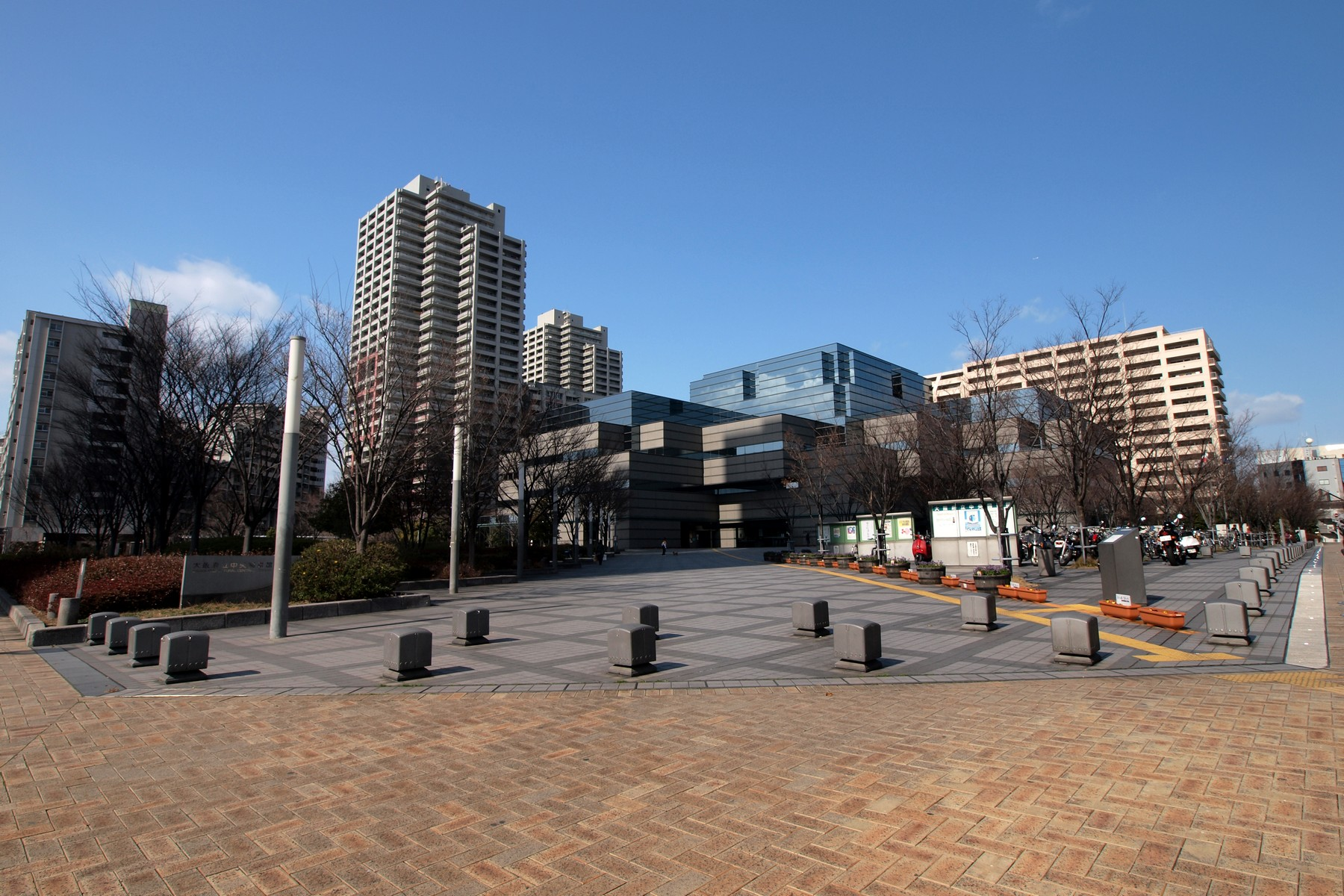
南東側より敷地を望む

閲覧室は1-4階まであり、それぞれのフロアで分類されている。1階には小説・読物室、こども資料室（児童書、絵本、YAコーナー等）と国際児童文学館があり、2階には新聞コーナー、住宅地図コーナーがある。3,4階は一般閲覧室で、3階に社会・自然系資料、4階に人文系資料が配架されている。
カウンターは1,2階にあり、貸出返却などは1階で、イベントや会議室等の申し込みは2階で行うことができる。
建物内にはホール（ライティホール）や会議室もあるほか、3階の一部は屋上庭園となっている。
- 敷地面積：18,500m2
- 延床面積：30,770m2
- 規模・構造：地上4階、地下2階（鉄骨鉄筋コンクリート造）
- 設計：大阪府建築部営繕室・日建設計

## 所蔵
- 図書：2,081,580冊
- 音響・映像資料等：40,864

（ともに2022年3月31日現在）

## サービス

### 開館時間
- 火〜金：9時 - 19時
- 土・日：9時 - 17時
  - こども資料室および国際児童文学館は火〜金でも17時まで

### 休館日
- 毎週月曜日（その日が祝・休日のときはその翌日を振替休館）
- 毎月第2木曜日（例外として開館する月もある）
- 年末年始（12月29日～1月4日）

## 立地
- 近畿日本鉄道 けいはんな線・荒本駅から約400m
- Osaka Metro中央線／けいはんな線・長田駅から約800m
- 近鉄バス 東大阪市役所前（府立図書館前）停留所下車
  - 西日本旅客鉄道（JR西日本）学研都市線（片町線）・鴻池新田駅から15番（小阪駅前行）で約10分
  - 近鉄奈良線八戸ノ里駅から15番（鴻池新田駅行）で約15分
  - 近鉄奈良線河内小阪駅（準急・区間準急停車駅）から15番（鴻池新田駅行）で約18分
- 近鉄バス 荒本駅前停留所から約400m
  - 近鉄大阪線近鉄八尾駅から36番・39番・42番・43番（JR住道行もしくは萱島行）で約26分

## 大阪府立中央図書館国際児童文学館

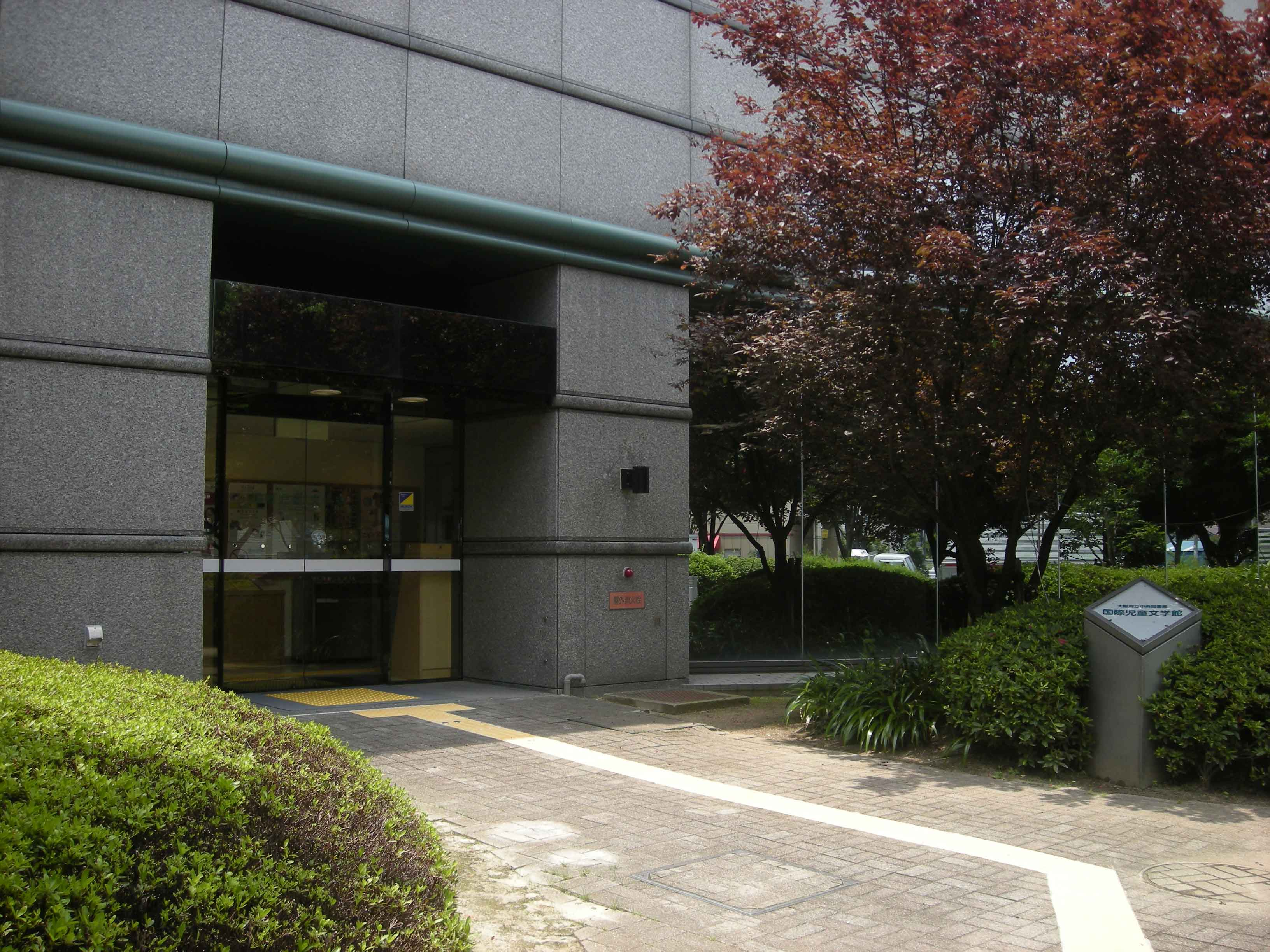
大阪府立中央図書館国際児童文学館

2010年5月5日、大阪府立国際児童文学館（吹田市）が所蔵していた児童書や関連資料約70万点を移転し、大阪府立中央図書館国際児童文学館として開設された。

### 経緯
2008年、大阪府知事に就任した橋下徹は財政再建策の一環として、大阪府立国際児童文学館を本館へ統廃合し、児童文学館の約70万点に及ぶ資料を移設する方針を表明した。当初、本館の書庫に児童文学館の資料を全て受け入れる余裕が無く書庫の増築やデータベースの更新に新たな支出が発生することから、実現性を疑問視する意見や財政再建の方針に反するのではないかとの指摘があったが、2009年3月に国際児童文学館の廃止条例が可決され、大阪府立中央図書館への資料の移転が決定された。